# Thời kỳ gian băng
Thời kỳ gian băng là một thời kỳ nhiệt độ trung bình của Trái Đất ấm hơn làm tan băng ở các vùng cực và xen kẽ với các thời kỳ băng hà trong một kỷ băng hà. Thời kỳ gian băng Holocen hiện tại đã bắt đầu vào cuối Pleistocen muộn cách đây khoảng 11.400 năm.

## Các thời kỳ gian băng trong Pleistocen
Trong suốt khoảng thời gian 2,5 triệu năm của thế Pleistocen có một số thời kỳ băng hà hình thành các lớp băng lục địa ở Bắc Mỹ và châu Âu diễn ra trong khoảng 40.000 đến 100.000 năm. Xen kẽ các thời kỳ băng hà này là các thời kỳ gian băng ngắn hơn và nhiệt độ cao hơn.
Trong các kt2 gian băng, khí hậu ấm hơn hoặc thấp hơn so với nhiệt độ toàn cầu ngày nay và lãnh nguyên  phát triển về phía địa cực. Rừng phát triển đến các khu vực đã từng hỗ trợ các thảm thực vật lãnh nguyên. Thông thường, các thời kỳ gian băng được xác định trên đất liền hoặc trên các biển thềm lục địa nông bởi các đặc điểm cổ sinh vật học. Các loài động thực vật hóa thạch liên quan đến nhiệt độ khí hậu cổ và tuổi tuyệt đối được dùng để xác định các thời kỳ gian băng đặc trưng. Hầu hết chúng là các loài động vật có vú và động vật thân mềm, bào tử phấn và mẫu thực vật lớn. Ngoài ra, còn các hóa thạch khác được sử dụng như: côn trùng, ostracod, foraminifera, tảo cát... Gần đây, các mẫu lõi băng và mẫu trầm tích đại biển sâu đã cung cấp các dấu hiệu định lượng và định tuổi tốt hơn về nhiệt độ và thể tổng thể tích băng.
Các thời kỳ gian băng là công cụ hữu ích giúp cho việc lập bản đồ địa chất cũng như nghiên cứu nhân loại học, chúng được dùng như một phương pháp định tuổi đối với các hóa thạch của con người.